# Petr Vybíral
Petr Vybíral (* 12. června 1972 Hodonín) je český fotbalový trenér a bývalý záložník.

## Hráčská kariéra
Hrál za Baník Ratíškovice, na vojně ze VTJ Tábor, v lize za FK Dukla Praha, Slováckou Slavii Uherské Hradiště a SK Sigma Olomouc. Dále hrál druhou ligu za Tatran Poštorná a FC Vítkovice, v lize pokračoval za SK Dynamo České Budějovice. Ve druhé lize hrál za Fotbal Třinec a na Slovensku hrál první a druhou ligu za Tatran Prešov. V české a slovenské lize nastoupil v 70 utkáních. Měl předpoklady stát se tvůrcem hry, ale brzdila ho častá zranění.
Ke konci kariéry hrál za menší slovenské kluby FC Ozex Solivar, TJ Poľnohospodár Plaveč, OŠFK Šarišské Michaľany, OFK-SIM Raslavice a FK Slovan Kendice.

### Prvoligová bilance
| Ročník                          | Zápasy | Góly | Klub                             |
| ------------------------------- | ------ | ---- | -------------------------------- |
| 1. česká fotbalová liga 1993/94 | 24     | 0    | FC Dukla Praha                   |
| 1. česká fotbalová liga 1995/96 | 2      | 0    | Slovácká Slavia Uherské Hradiště |
| 1. česká fotbalová liga 1995/96 | 8      | 0    | SK Sigma MŽ Olomouc              |
| Gambrinus liga 2000/01          | 7      | 0    | SK České Budějovice              |
| Corgoň liga 2001/02             | 29     | 0    | FC Tatran Prešov                 |
| CELKEM                          | 70     | 0    |                                  |

## Trenérská kariéra
Po skončení hráčské kariéry se stal trenérem. V sezoně 2016/17 vedl FK Baník Ratíškovice v I. A třídě Jihomoravského kraje – sk. B. Od jara 2018 vede v téže soutěži TJ Slavoj Rohatec (platné na začátku sezony 2018/19).